# بوا ترينغا
بوا تُرينغا (بالإنجليزية: Bua - Taranga)‏ هي أم ماوي Maui في أسطورة ساموية. كانت أول شخصية تطبخ طعامها. تذهب كل يوم إلى صخرة سوداء محددة، وتلفظ تعویذتها السحرية كاراكيا karakia فتنفتح الأرض لها. ليتبين أن عندها فرن في العالم السفلي.